# ラースと、その彼女
『ラースと、その彼女』（Lars and the Real Girl）は、2007年のアメリカ映画。
トロント国際映画祭上映作品。第80回アカデミー賞脚本賞にノミネートされた。

## ストーリー
アメリカの田舎町に住む26歳のラースは、心優しく町の皆に好かれている青年だが、とてもシャイで特に女性と話すのが大の苦手。兄のガスとその妻カリンが住む家の裏にある、ガレージを改装した部屋に一人で住んでおり、限られた人間関係しか築けないでいた。
ある日ラースは、ガスとカリンに、インターネットを通じて知り合った女性がいるので紹介すると伝える。ラースの事を気遣っていたガスとカリンは最初喜ぶが、車いすに乗った、元宣教師でブラジルとデンマークのハーフである女性ビアンカを紹介されて驚く。なぜならビアンカはアダルトサイトで販売されているリアルドールだったからだ。

## キャスト
| 役名                   | 俳優                     | 日本語吹替 |
| ---------------------- | ------------------------ | ---------- |
| ラース・リンドストロム | ライアン・ゴズリング     | 内田夕夜   |
| カリン                 | エミリー・モーティマー   | 魏涼子     |
| ガス                   | ポール・シュナイダー     | 藤真秀     |
| ダグマー・バーマン医師 | パトリシア・クラークソン | 唐沢潤     |
| マーゴ                 | ケリ・ガーナー           |            |

その他声の吹替:花村さやか、金野潤、岐部公好、片貝薫、橘凛、金光宣明、沢田泉、間宮康弘、伝坂勉

## 受賞・評価
- ナショナル・ボード・オブ・レビュー（2007年）：脚本賞
- 第12回サテライト賞：主演男優賞（コメディ・ミュージカル部門）
- トリノ映画祭：観客賞（国際長編映画部門）
- 映画館大賞「映画館スタッフが選ぶ、2008年に最もスクリーンで輝いた映画」第37位